# Remplin
Remplin es un pueblo y un antiguo municipio en el distrito de Mecklenburgische Seenplatte, en Mecklenburgo-Vorpommern, Alemania. Desde el 7 de junio de 2009 es parte del municipio de Malchin.

## Complejo del Palacio

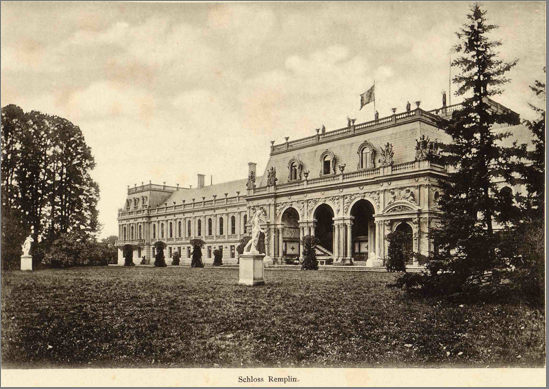
Imagen del antiguo palacio, antes de ser destruido por el fuego en 1940

La ciudad incluye los restos de un gran complejo palaciego, el Schloss Remplin, que sirvió como residencia de verano de un miembro de la familia Mecklenburg-Strelitz que vivía en Rusia, y posteriormente fue la residencia principal de la familia Mecklenburg-Strelitz hasta 1940, cuando fue destruido por el fuego.
Después de 1940 la familia se trasladó a Berlín, y al concluir la Segunda Guerra Mundial, el complejo pasó a ser propiedad del estado de la Alemania del Este. Después de la firma de los acuerdos de restitución en 2004, los restos del palacio retornaron a la antigua familia propietaria, aunque en un pésimo estado de conservación.

## Observatorio

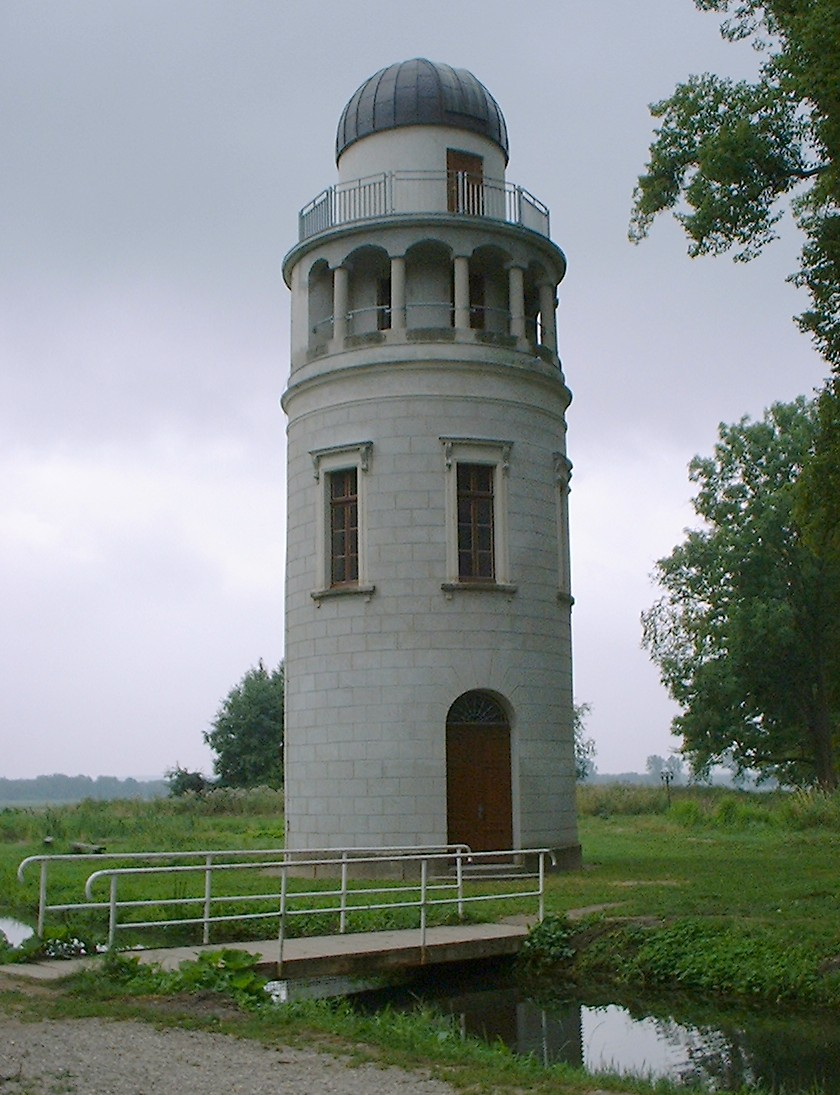
Torre reconstruida del Observatorio Remplin

El observatorio fue construido para su uso personal por el conde Friedrich von Hahn en 1793, quien lo utilizó hasta su muerte en 1805.
A partir de 1791 el conde se ocupaba principalmente de la astronomía y decidió convertir una casa de su jardín en observatorio, dotándolo de instrumentos de gran calidad que le permitieron realizar detallados estudios. Sin embargo, unas décadas después de la muerte de Friedrich von Hahn, su último hijo heredero, Karl von Hahn, conocido como el "Conde del Teatro", dilapidó la fortuna familiar, vendiendo los instrumentos del observatorio (que fueron adquiridos en su mayor parte por Friedrich Bessel para el nuevo observatorio de Königsberg) y su biblioteca.
En 1842, la cúpula giratoria, uno de los pocas existentes en aquella época en Europa, fue reemplazada por una fija por razones desconocidas. La decadencia de los edificios, que pasaron a servir solamente como lugares de diversión, comenzó en 1857 con la demolición del edificio principal. Solo quedó la torre, a la que se adosó una escalera exterior de hierro fundido y sirvió como plataforma de observación en las siguientes décadas. En los últimos días de la Segunda Guerra Mundial la torre fue gravemente dañada, sufriendo los efectos del abandono y el vandalismo en los años posteriores. 
No fue hasta 1980 cuando una asociación local, en colaboración con el Observatorio de Berlín restauró la toree, que ahora se ha convertido en una Fundación para la conservación del Observatorio de Remplin, que mediante campañas de voluntariado anuales tiene por objeto la preservación y la reconstrucción de una torre histórica, la más antigua construcción de un observatorio que se conserva en Alemania.

## Personalidades relacionadas con Remplin
- Friedrich von Hahn (1742-1805), terrateniente, filósofo natural y astrónomo.
- Karl von Hahn (1782-1857), conocido como el "Conde del Teatro"
- Jorge Alejandro de Mecklemburgo (1859-1909)
- Carlos Miguel de Mecklemburgo (1863-1934)
- Helena de Mecklemburgo-Strelitz (1857-1936)

## Galería de imágenes

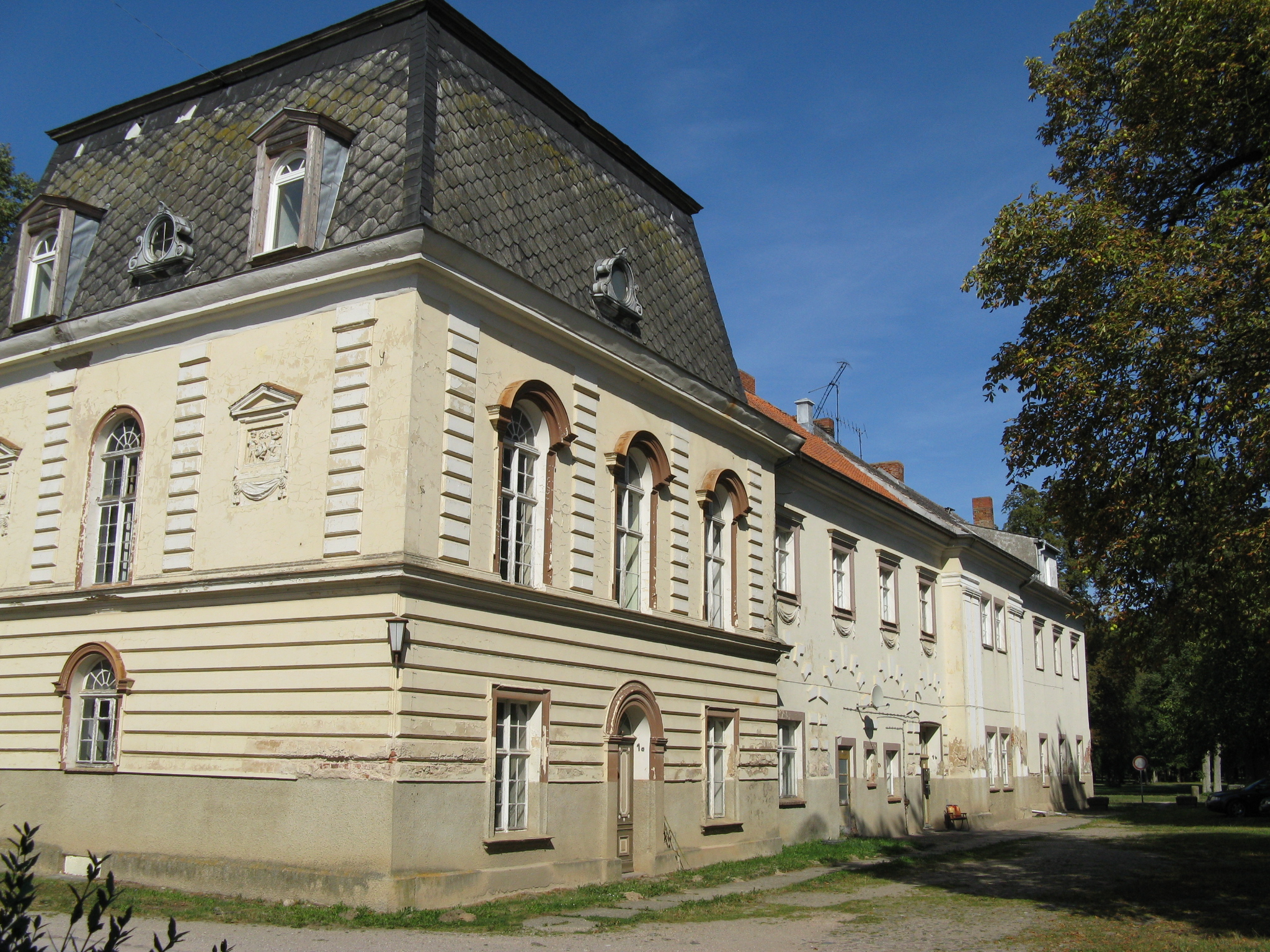
El ala norte es la parte que queda del palacio
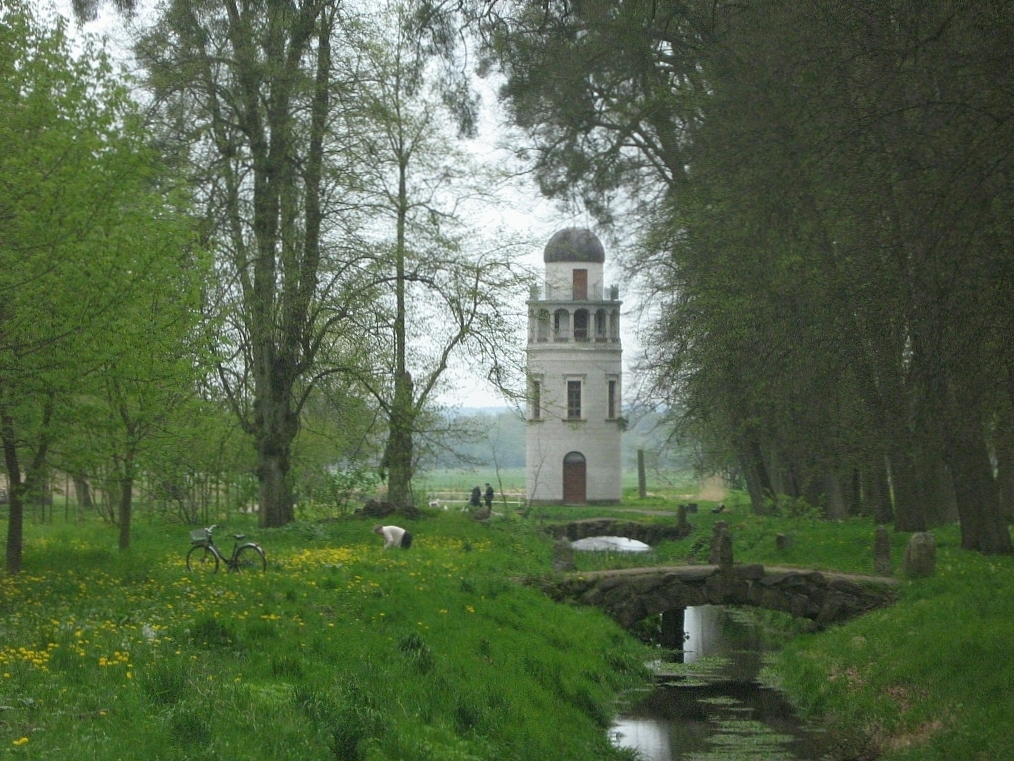
Observatorio Remplin en Lenné-Park
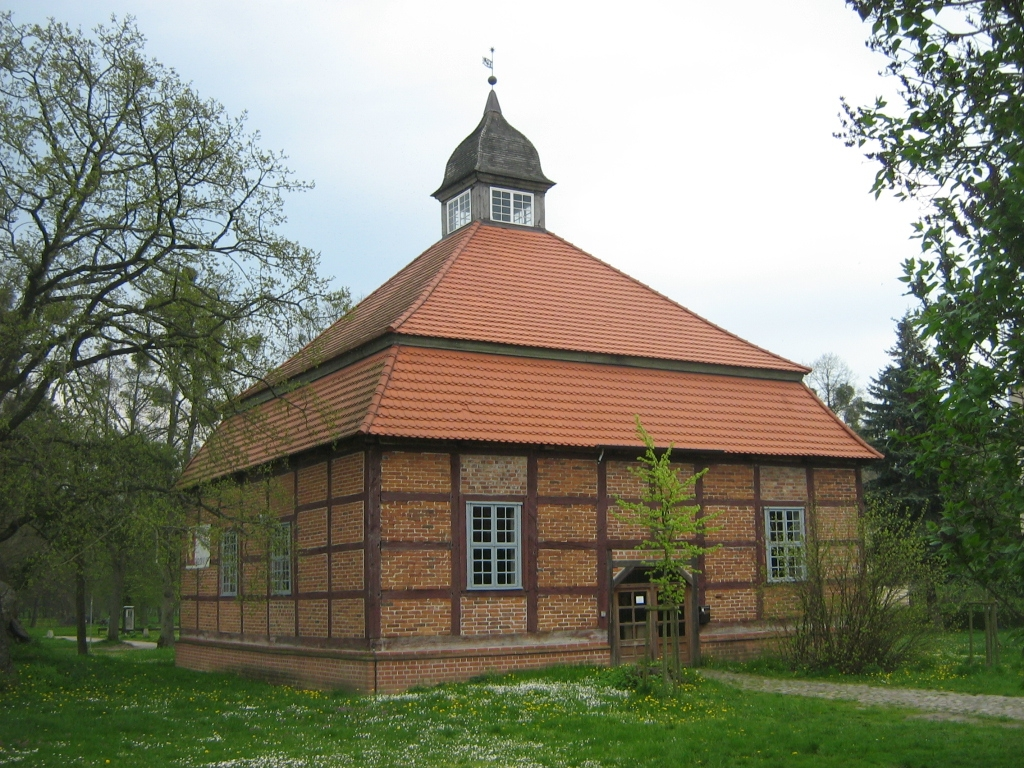
Gutskapelle

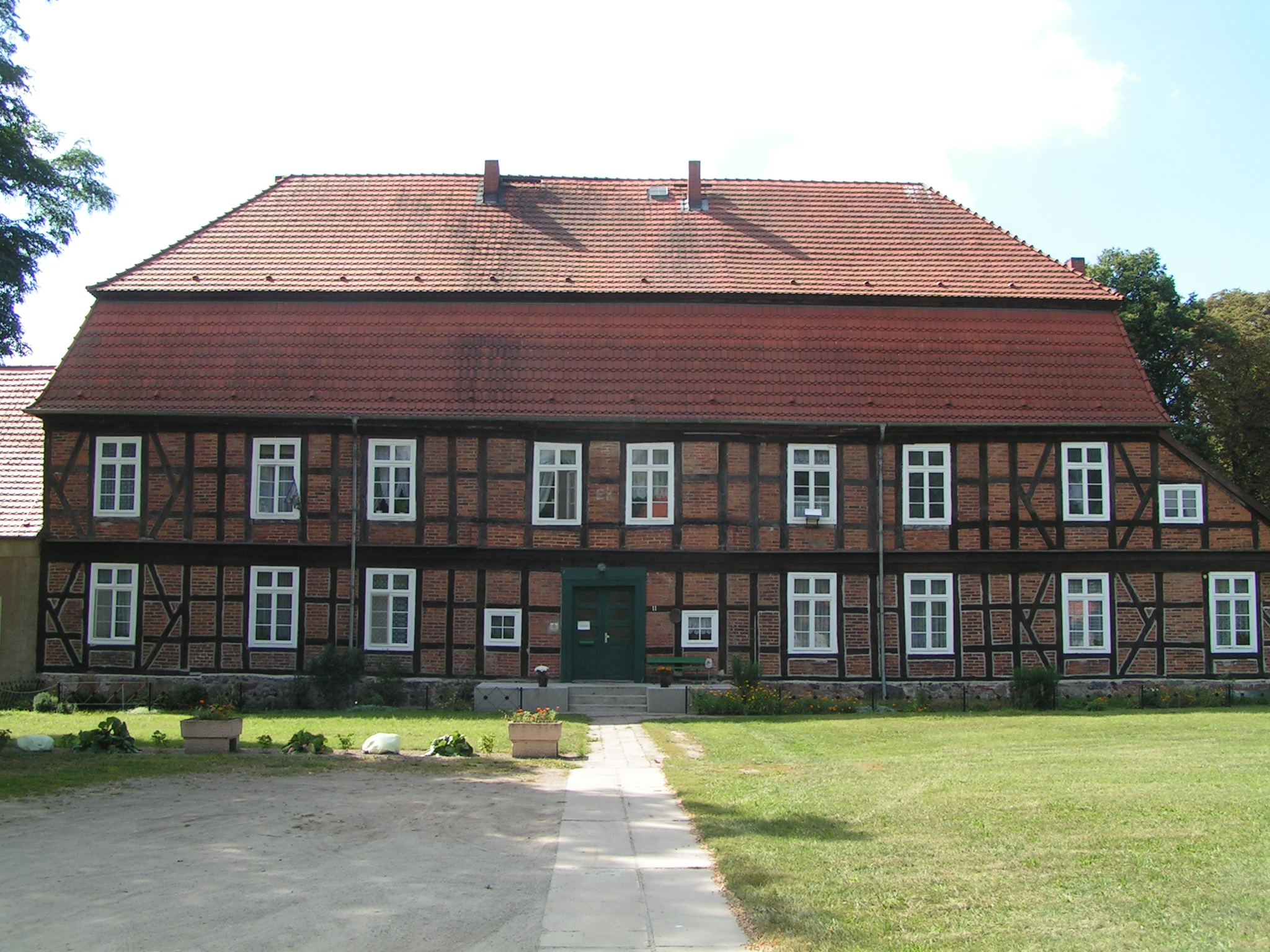
Casa de campo
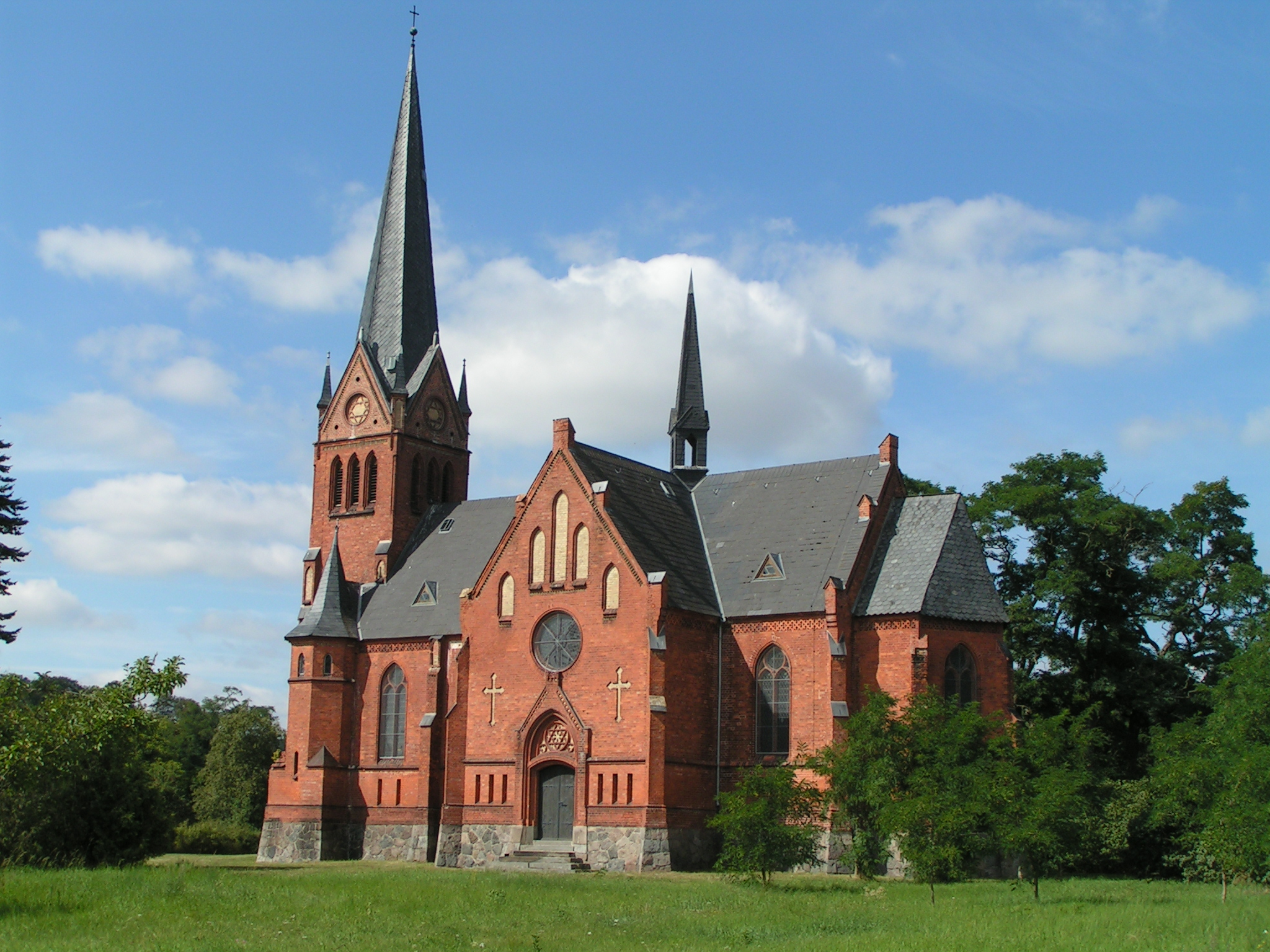
Iglesia Nueva de Remplin